# 维拉瓜尔迪亚
维拉瓜尔迪亚（義大利語：Villa Guardia），是意大利科莫省的一个市镇。总面积7.7平方公里，人口7581人，人口密度984.5人/平方公里（2009年）。ISTAT代码为013245。